# Foire agricole de Bras-Panon
 (juin 2008).
La foire agricole de Bras-Panon est une foire agricole annuelle de l'île de La Réunion, département d'outre-mer français dans l'océan Indien. Généralement à cheval sur les mois d'avril et de mai, elle existe depuis 1969 et est désormais sans conteste la plus grande manifestation consacrée à l'agriculture réunionnaise. L'édition 2007 a été annulée à cause de l'élection présidentielle française.